# Germania VI
Le Germania VI est un yawl de type bermudien construit en 1963 pour Alfried Krupp von Bohlen und Halbach propriétaire de l'entreprise Krupp à Essen.

Son port d'attache actuel est Kiel en Allemagne.

Son immatriculation de voile est : GR 368.

## Histoire
Ce yawl de type bermudien a été construit en 1963 au chantier naval Abeking & Rasmussen de Lemwerder. C'est la tout premier dont la coque a été réalisé en aluminium-soudé. Le propriétaire, Alfried Krupp a fait appel au cabinet d'architecture navale new-yorkais Sparkman & Stephens (en) pour concevoir ce yacht de course pour prendre la suite, dans les courses transatlantiques, du Germania V acquis en 1955.

À la mort d'Alfried Krupp en 1967, le fils héritier de celui-ci, Arndt von Bohlen und Halbach ne tenait pas à garder ce voilier. En 1971, c'est la fondation Alfried Krupp von Bohlen und Halbach (fondation de la famille Krupp) qui prend en gestion le yacht et le rachète définitivement en 1979. En 1972, il est utilisé comme navire-ambassadeur du sport allemand lors des compétitions olympiques de 1972 à Kiel, en 1976 aux USA et en 1980 à Tallinn. En 1992, il est porte-drapeau à Barcelone.
Après un ouragan en août 1989, le Germania VI était en très mauvais état. La Fondation Krupp a décidé de le conserver et a donc subi une restauration dans un chantier de Travemünde où il a été refait à l'identique.

Maintenant, Germania VI est devenu un voilier de formation et navigue principalement en mer Baltique. Il est basé au Kieler Yacht-Club (KYC) (Yacht Club de Kiel).

## Autres yachts nommésGermania
- Germania, 1908,
- Germania II, 1934,
- Germania III, 1935,
- Germania IV, 1939,
- Germania V, 1955.